# Lucius Burbuleius Optatus Ligarianus
Lucius Burbuleius Optatus Ligarianus (vollständige Namensform Lucius Burbuleius Luci filius Quirina Optatus Ligarianus) war ein im 2. Jahrhundert n. Chr. lebender römischer Politiker. Durch eine Inschrift, die in Minturnae gefunden wurde und die auf 141/150 datiert wird, sind einzelne Stationen seiner Laufbahn bekannt, die er in der ersten Hälfte des 2. Jahrhunderts absolvierte. Seine Laufbahn ist in der Inschrift als cursus inversus, d. h. in absteigender Reihenfolge wiedergegeben.
Ligarianus war zunächst Tresviri capitales; dies war die niedrigste Rangstufe innerhalb des Vigintivirats. Danach leistete er seinen Militärdienst als Tribunus laticlavius in der Legio IX Hispana, die zu diesem Zeitpunkt wahrscheinlich in der Provinz Britannia stationiert war. Im Anschluss war er für ein Jahr, wahrscheinlich am Anfang der Regierungszeit von Hadrian (117–138), Quaestor in der Provinz Pontus et Bithynia. Nach Rom zurückgekehrt, wurde er Aedilis plebis und Praetor.
Nach der Praetur war Ligarianus um 125 als curator viarum Clodiae Cassiae Ciminae für die drei Straßen Via Clodia, Cassia und Cimina zuständig. In seiner nächsten Position als curator rei publicae Narbonensium item Anconitanorum item Tarricinensium war er nacheinander für die Leitung der Häfen und die Kontrolle der Finanzen in den Hafenstädten Tarracina, Ancona und Narbonne verantwortlich. Im Anschluss wurde er Kommandeur (Legatus legionis) der Legio XVI Flavia Firma, die ihr Hauptlager in Samosata in der Provinz Syria hatte. Danach war er als logiste Syriae für die Kontrolle der Finanzen von Städten in derselben Provinz zuständig.
Vermutlich um 130/131 war er für ein Jahr Statthalter (Proconsul) in der Provinz Sicilia. Danach kehrte er nach Rom zurück, um für drei Jahre, vermutlich von 132 bis 134, als Praefect die Verwaltung des Aerarium Saturni zu übernehmen. Im Jahr 135 erreichte er ein Suffektkonsulat; durch ein Militärdiplom, das auf den 19. Mai 135 datiert ist, ist belegt, dass Ligarianus zusammen mit Marcus Aemilius Papus Suffektkonsul war.
Nach seinem Konsulat wurde Ligarianus zunächst, wahrscheinlich im Jahr 136, curator operum locorumque publicorum. Danach wurde er von Hadrian zum Statthalter (Legatus Augusti pro praetore) in der Provinz Cappadocia ernannt und blieb es auch, vermutlich bis 139/140, nachdem Antoninus Pius (138–161) Kaiser geworden war (legato eiusdem et divi Hadriani pro praetore provinciae Cappadociae). Im Anschluss wurde er, vermutlich um 140, Statthalter in der Provinz Syria, wo er während seiner Amtszeit verstarb (in quo honore decessit).
Ligarianus war in der Tribus Quirina eingeschrieben. Er stammte möglicherweise aus Minturnae, wo er Patron war. Zu einem unbestimmten Zeitpunkt wurde er in das Priesterkollegium der Sodales Augustales aufgenommen. Die Inschrift wurde von Rasinia Pietas, der Amme seiner Töchter (nutrix filiarum eius), errichtet. Durch eine weitere Inschrift ist ein Lucius Burbuleius Optatus belegt, der im Alter von 26 Jahren verstarb; er war ein Verwandter, möglicherweise der Sohn von Ligarianus.